# Ланьчжоу-Сіньцзянська залізниця
Ланьчжоу-Сіньцзянська залізниця (Ланьсіньська залізниця; кит. трад. 蘭新鐵路, спр. 兰新铁路, піньїнь Lánxīn Tiělù) — залізниця у Китаї, що сполучає Сіньцзян-Уйгурський автономний район з рештою території Китаю.
Дільниця від Ланьчжоу до ст. Урумчі-Південна має довжину 1903,8 км; продовженням Ланьсіньської залізниці є Бейцзянська і Уцзін'ерська залізниці (до Цзінхе, далі дві лінії до Казахстану).
Ланьчжоу-Сіньцзянська залізниця є ділянкою другого євро-азійського континентального мосту, який тягнеться від східного Китаю до Роттердаму в Голландії. Частина залізниці проходить по давньому Шовковому шляху.
Залізниця була побудована Китайською залізничною будівельною корпорацією. Перша ділянка (до Урумчі) була почата в 1952 і закінчена в 1962 році. Ділянка до Казахстану (Бейцзянська залізниця) була побудована в кінці 1980-х, з'єднання з Казахстанськими залізницями сталося 12 вересня 1990 року. Після спорудження 20-кілометрового тунелю Ушаолін у 2006 році залізниця від Ланьчжоу до Урумчі повністю двоколійна.